# Akelos PHP Framework
El Akelos PHP Framework es una versión para PHP de la plataforma de desarrollo Ruby on Rails. Al igual que Rails, proclama incrementar la velocidad y facilidad con la que se pueden desarrollar
aplicaciones web que utilizan bases de datos.
Combina la simplicidad con la posibilidad de desarrollar aplicaciones escribiendo menos código que con otros frameworks y con un mínimo de configuración, ofreciendo también la posibilidad de crear esqueletos de código (Scaffolds) para acelerar este proceso.
Abreviado generalmente como Akelos, es un proyecto de código abierto escrito en el lenguaje de programación PHP. Las aplicaciones escritas utilizando Akelos siguen paradigma de la arquitectura Modelo Vista Controlador (MVC).

## Filosofía
Los principios en los que se basa el Akelos PHP Framework incluyen, Convención sobre Configuración y No te repitas (del inglés Don't repeat yourself, DRY) 
No te repitas se refiere a que la información se encuentra en un único lugar, evitando ambigüedades. Los componentes en Akelos están integrados de manera que no hace falta establecer puentes entre ellos.
Por ejemplo, utilizando el patrón ActiveRecord en nuestros modelos, no es necesario especificar los nombres de las columnas en la definición de la clase, ya que se recuperan automáticamente a través de PHP.
Convención sobre configuración significa que el programador sólo necesita que especificar los aspectos no convencionales de la aplicación. Por ejemplo, si hay una clase Producto en el modelo,
la tabla correspondiente en la base de datos sería productos por omisión, ya que la convención establece que los modelos que hagan uso de una base de datos utilicen una tabla cuya nomenclatura
corresponda al plural de la clase del modelo.
Únicamente en el caso de que nos desviemos de dichas convenciones, por ejemplo usando una base de datos denominada "productos_a_la_venta", tendríamos que escribir código para declarar la relación.